# Промисловий музей Дербі
Промисло́вий музе́й Де́рбі (англ. Derby Industrial Museum, відомий також як шовкова фабрика (англ. The Silk Mill) — музей промисловості та історії, який знаходиться в місті Дербі (Англія).

## Історія

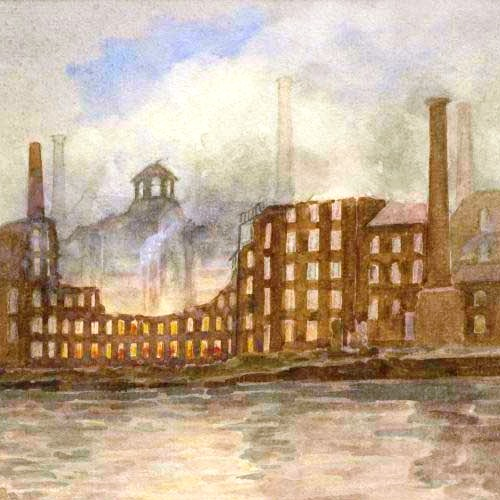
Пожежа 1910 року було на картині Альфреда Джона Кіна

Музей розташований в будівлі колишньої шовкової фабрики Lombe's Mill, якою закінчується південний кордон комплексу фабрик в долині Дервенту, включеного до списку Всесвітньої спадщини Великої Британії. Перша з фабрик виникла між 1717 і 1721 року. Її власниками були брати Ловмб, які поставили в приміщеннях нові верстати для витягування шовку в нитки. Для приведення їх у дію використовувалися водяні колеса.
Виробництво шовку було припинено в 1908 році, коли новий власник, FW Hampshire і Компанія, вирішив випускати липкі пастки на мух і ліки від кашлю.
5 грудня 1910 на фабриці сталася пожежа, після якої східна сторона будинку впала у річку. Фабрика буда відбудована, але мала вже тільки три поверхи замість колишніх п'яти.

## Сучасність

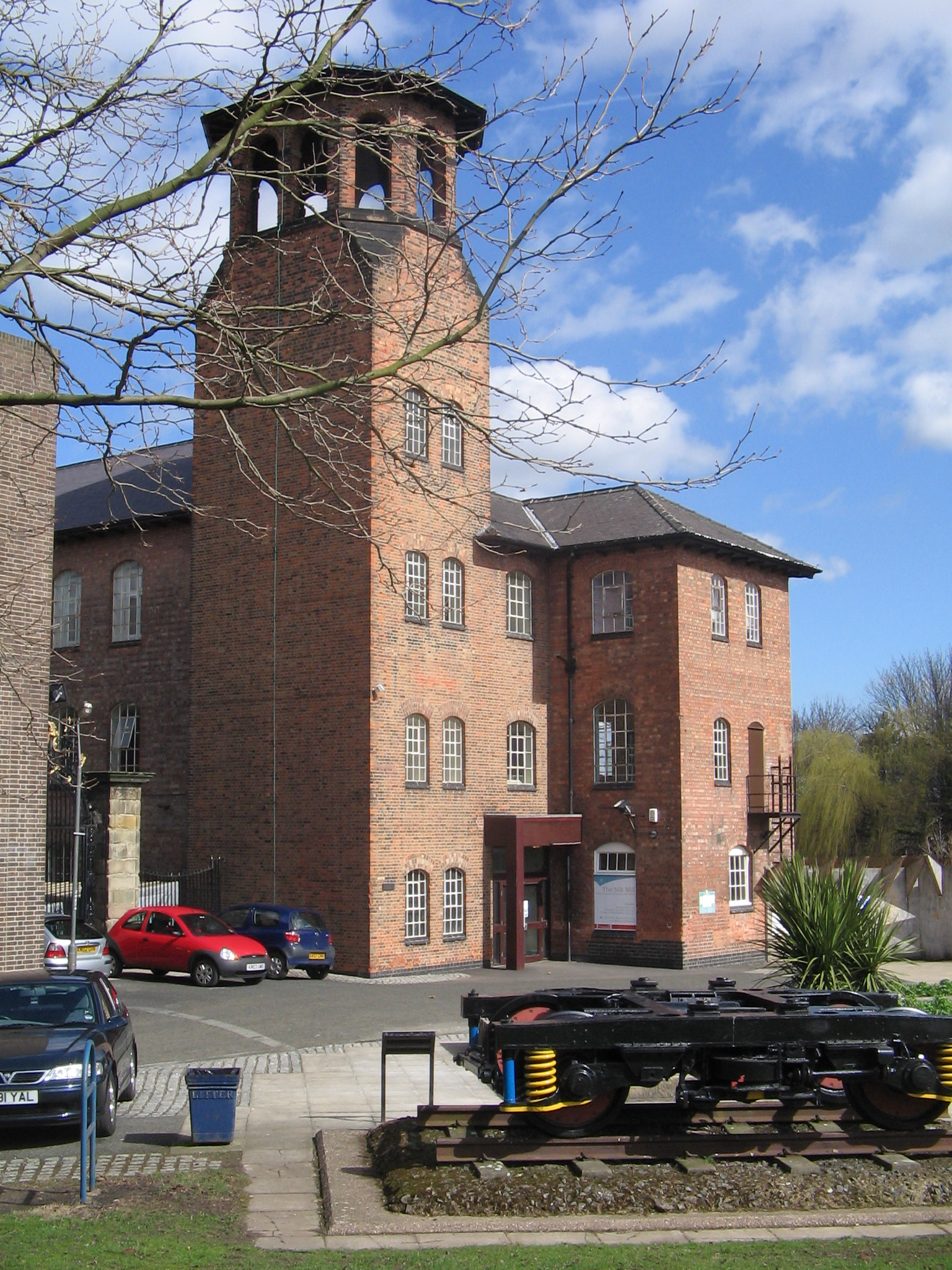
Вхід в музей і башта Зеленої кафедри

Музей був відкритий 29 листопада 1974. Особливу увагу в експозиціях зроблена на залізничну галузь та презентацію продукції фірми Rolls-Royce plc, британської компанії, що спеціалізується на авіаційних двигунах і силових прилаштувати для суден і промисловості. Також представлені гірничодобувної промисловість, кераміка і ливарна справа. У музеї проводили також інші виставки й освітні програми.
3 квітня 2011 музей був закритий на консервації міського владою, щоб звільнити гроші на реконструкцію ряду інших музеїв. Конкретної дати відкриття музею в найближчі два роки в звіті з причин закриття повідомлено не було. Однак висловлені сподівання, що відкриття відбудеться так швидко, як це буде можливо, з огляду на роль музею і його «позитивний вплив на майбутнє міста».